# Bandeira de Manaus
A bandeira do município de Manaus é um dos símbolos oficiais do município de Manaus. A bandeira manauara é um pano retangular, de cor bege no qual está assentado, ao centro, o brasão do município de Manaus.
Foi instituída em 20 de novembro de 2003 pela Lei Municipal de Manaus nº 718. Segundo a Lei, o hasteamento da bandeira é obrigatório na Prefeitura Municipal de Manaus, na Câmara Municipal de Manaus e nas repartições públicas municipais, de um modo geral.
A cor bege representa o Rio Amazonas, que tem em sua cor barrenta, a maior identidade do povo manauara. O brasão, instituído por Lei, representa a cultura e história da cidade.